# Patrice Lauzon
Pour les articles homonymes, voir Lauzon.
Patrice Lauzon, né le 26 novembre 1975 à Montréal, est un patineur artistique québécois. Lui et sa partenaire Marie-France Dubreuil sont les champions canadiens de danse sur glace de 2000 et de 2004 à 2007. Ils sont également double médaillés d'argent aux championnats du monde. Ils patinent ensemble depuis 1995.
La partenaire précédente de Patrice était Chantal Lefebvre.

## Biographie

### Carrière sportive
Depuis plusieurs années, les deux s'illustrent sur la scène internationale. Leur participation aux Jeux olympiques d'hiver 2006 s'est terminé brusquement, le couple chutant sur la dernière levée du programme court et infligeant une sérieuse blessure à la hanche de Dubreuil. Le couple déclarait forfait tout juste avant l'épreuve de la danse libre.
Le 20 mai 2008, Patrice et Marie-France ont annoncé leur retraite de la compétition après avoir passé une saison en sabbatique. Le couple a l'intention de se marier en août et de faire des tournées de spectacles

## Palmarès
Avec trois partenaires :
- Marisa Gravino (1 saison : 1992-1993)
- Chantal Lefebvre (2 saisons : 1993-1995)
- Marie-France Dubreuil (12 saisons : 1995-2007)

| Compétition                         | 1993    |  | 1994    | 1995    |  | 1996    | 1997    | 1998    | 1999    | 2000    | 2001    | 2002    | 2003    | 2004    | 2005    | 2006    | 2007    |
| Jeux olympiques d'hiver             |         |  |         |         |  |         |         |         |         |         |         | 12e     |         |         |         | A       |         |
| Championnats du monde               |         |  |         |         |  |         |         |         |         | 10e     | 11e     | 10e     | 10e     | 8e      | 7e      | 2e      | 2e      |
| Quatre continents                   |         |  |         |         |  |         |         |         |         | 2e      | 3e      | F       | 4e      | 2e      | F       | F       | 1er     |
| Championnats du Canada              |         |  |         | 5e      |  | 6e      | 4e      | 4e      | 4e      | 1er     | 2e      | 2e      | 2e      | 1er     | 1er     | 1er     | 1er     |
| Championnats du monde juniors       | 12e     |  | 4e      |         |  |         |         |         |         |         |         |         |         |         |         |         |         |
|                                     |         |  |         |         |  |         |         |         |         |         |         |         |         |         |         |         |         |
| Grand Prix ISU                      | 1992/93 |  | 1993/94 | 1994/95 |  | 1995/96 | 1996/97 | 1997/98 | 1998/99 | 1999/00 | 2000/01 | 2001/02 | 2002/03 | 2003/04 | 2004/05 | 2005/06 | 2006/07 |
| Finale du Grand Prix                |         |  |         |         |  |         |         |         |         |         | 6e      | 6e      | 6e      | 6e      | 5e      | 3e      | 2e      |
| Skate Canada                        |         |  |         |         |  |         |         |         |         | 4e      | 3e      |         | 2e      | 3e      | 2e      | 1er     | 1er     |
| Coupe d'Allemagne                   |         |  |         |         |  |         |         |         | 8e      |         |         | 2e      | 4e      |         |         |         |         |
| Coupe de Chine                      |         |  |         |         |  |         |         |         |         |         |         |         |         |         | 3e      |         |         |
| Trophée de France                   |         |  |         |         |  |         |         |         | 6e      |         |         |         |         | 2e      |         |         |         |
| Coupe de Russie                     |         |  |         |         |  |         |         | 6e      |         | 5e      | 6e      |         |         |         |         |         |         |
| Trophée NHK                         |         |  |         |         |  |         |         |         |         |         |         | 4e      |         |         |         | 1er     | 1er     |
| Légende : F = Forfait ; A = Abandon |         |  |         |         |  |         |         |         |         |         |         |         |         |         |         |         |         |

## Honneurs
Il est récipiendaire, en 2006, de la Médaille de l'Assemblée nationale.

## Source
- Internationaux Patinage Canada - Dubreuil et Lauzon s'imposent en danse